# 野崎左文
野崎 左文（のざき さぶん、1858年11月1日（安政5年9月26日） - 1935年（昭和10年）6月8日）は、明治期の日本の新聞記者、狂歌師。本姓は布掛氏。本名は城雄、幼名を新次郎という。別号に蟹廼屋、蟹の家老人、愛蟹子、無膓翁、里山人、長屋奥住、坂上神楽麿など。政治家の馬場辰猪や作家の馬場孤蝶とは従兄弟の間柄となる。

## 来歴
土佐国高知七軒町に生まれ、生後100日で同じ土佐藩士・野崎権治の養子となる。慶応2年（1866年）に長崎に遊学し英語を学ぶ。1869年（明治2年）に藩費生として上京し大学南校に2年半、さらに藩立の英学校をへて大阪の開成学校に学ぶ。父が商売に失敗したため学業を中断し、1873年（明治6年）に神戸鉄道寮の外国技師付き雇員となり、1874年（明治7年）末に東京に戻り、工部省工作局の八等技手になる。
南校在学の頃から貸本屋の常連となりいわゆる「小新聞」に戯文を投書して、伊東橋塘・山田風外などと交わるようになり、1876年（明治9年）には鉄道寮の同僚であった河原英吉の紹介で仮名垣魯文の門下となって「蟹垣左文」と号する。
1880年（明治13年）に工部省を辞め「仮名読新聞」の見習記者として働き、翌年には明治日報に招かれるが2年足らずで退社する。1882年（明治15年）に魯文の「いろは新聞」に拾われ、以後は絵入朝野新聞、東京絵入新聞、今日新聞、自由灯、時論日報などの各新聞社を転々とし、1886年（明治19年）には坂崎紫瀾とともに浪華新聞に招聘される。1888年（明治21年）に中江兆民の主宰する東雲新聞、そして関西日報をへて東京公論に入社（大同新聞と合併して「国会」社となる）。
1892年（明治25年）、「国会」を辞し『日本名勝地誌』12巻の編纂をしながら、1895年（明治28年）まで万朝報に勤め、これをもって記者生活の打ち止めとする。日本鉄道の書記となり、北海道官設鉄道、九州鉄道などを経て鉄道院副参事（従六位高等官五等）となり1914年（大正3年）に退職。明治文化研究会で明治初期の戯作者について調べたことを発表し、投書にも積極的であった。研究会で知り合っていた柳田泉に生前から預けていた自伝と辞世は遺言により死後に発表される。享年78（満76歳没）。墓所は青山霊園。
| 「 | 後の世はどんなに生まれかはるかと思へば死ぬも楽しみなもの | 」 |

狂詩狂歌の創作と明治文学研究で業績を残し、1927年（昭和2年）に公刊された『私の見た明治文壇』は日本近代文学史の貴重な文献である。

## 著作
- 『東京粋書 初編』（野崎左文 (憑空逸史) 著, 幻花女仙 評）粋文社、1881年。
- 『日本名勝地誌 第１編　畿内之部』博文館、1893年。
- 『日本名勝地誌 第２編　東海道之部　上』博文館、1894年。
- 『日本名勝地誌 第３編　東海道之部　下』博文館、1894年。
- 『日本名勝地誌 第４編　東山道之部　上』博文館、1894年。
- 『日本名勝地誌 第５編　東山道之部　下』博文館、1895年。
- 『日本名勝地誌 第６編　山陽道之部』博文館、1895年。
- 『日本名勝地誌 第７編　北陸山陰道之部』博文館、1896年。
- 『日本名勝地誌 第 8編　南海道之部（野崎左文,藤本藤蔭）』博文館、1898年。
- 『日本名勝地誌 第10編　西海道之部』博文館、1898年。
- 『私の見た明治文壇』春陽堂、1927年。
  - 『私の見た明治文壇〈1〉』平凡社<東洋文庫>、2007年　ISBN-13: 978-4582807592
  - 『増補 私の見た明治文壇〈2〉』平凡社<東洋文庫>、2007年)　ISBN-13: 978-4582807608
- 『私の見た明治文壇（抄）』（注釈 岡保生）角川書店〈日本近代文学大系 60〉、1972年、209 - 238頁。

### 編纂
- 『江戸狂歌書目』国書刊行会〈新群書類従 第７〉、1906年、1 - 21頁。